# San Rafael de Coronado
San Rafael est une ville et un district du canton de Vásquez de Coronado, dans la province de San José, au Costa Rica, fondée en 1910. Il est situé dans le sud du canton et a une superficie de 16, 95 km². Le district est limité au nord avec le district de Cascajal, à l'ouest avec le district de Dulce Nombre de Jesús (es), au sud-ouest avec le district de San Isidro et au sud-est avec le canton de Goicoechea.
Le quartier se caractérise par sa forte urbanisation, passant du statut de quartier complètement rural à un taux d'urbanisation élevé ces dernières années.